# Empizarrado

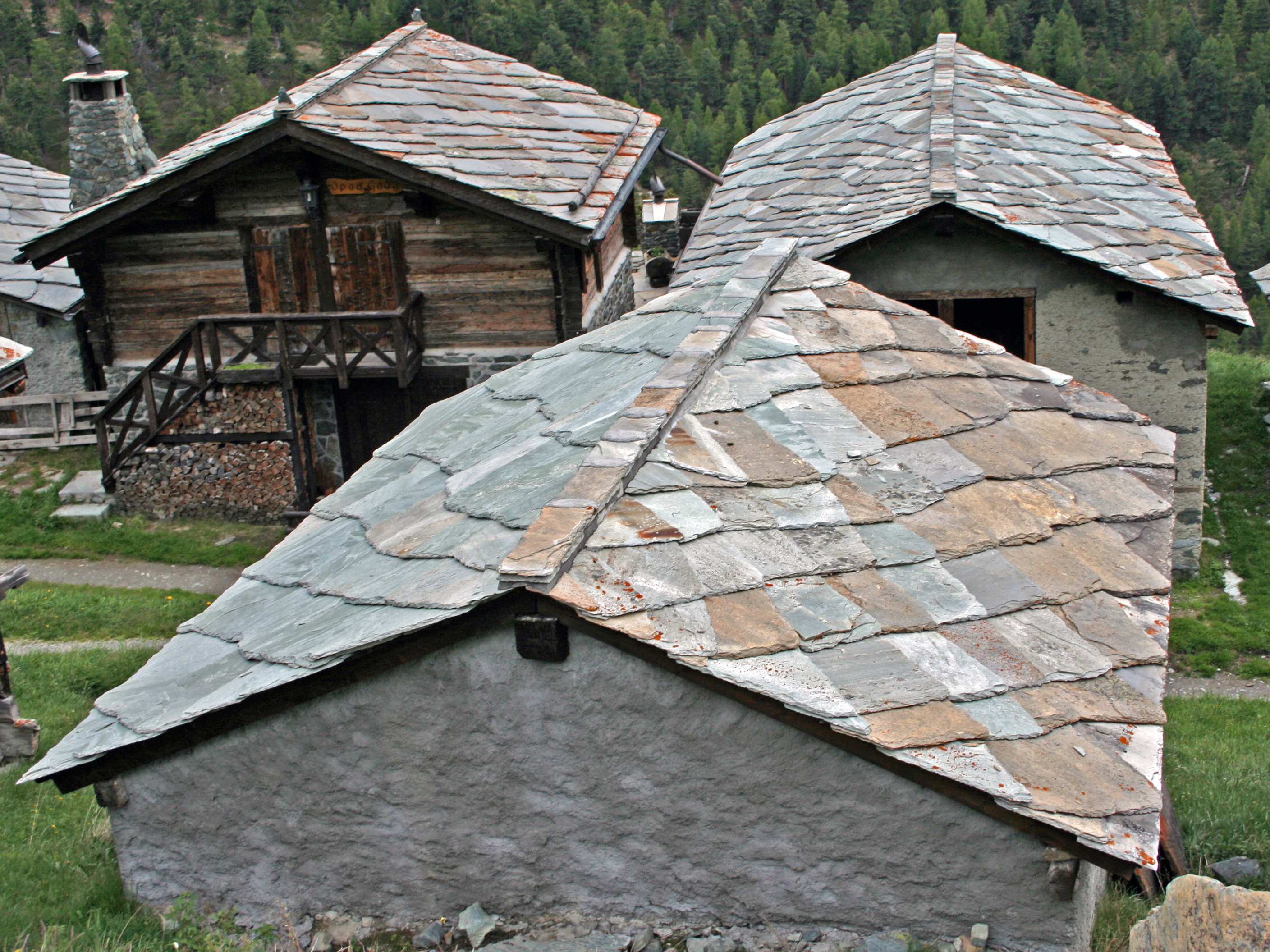
Empizarrado en unas viviendas de Suiza

Se llama empizarrado a las cubiertas de los edificios formadas por lajas u hojas de igual tamaño de pizarra, roca de color oscuro que por su impermeabilidad se utiliza entre otras cosas para construir tejados. 
Las tabletas se solapan unas sobre otras sentadas con una mezcla de cal y yeso o bien clavadas con objeto de hacer resbalar y arrojar el agua fuera del edificio.